# ČSD

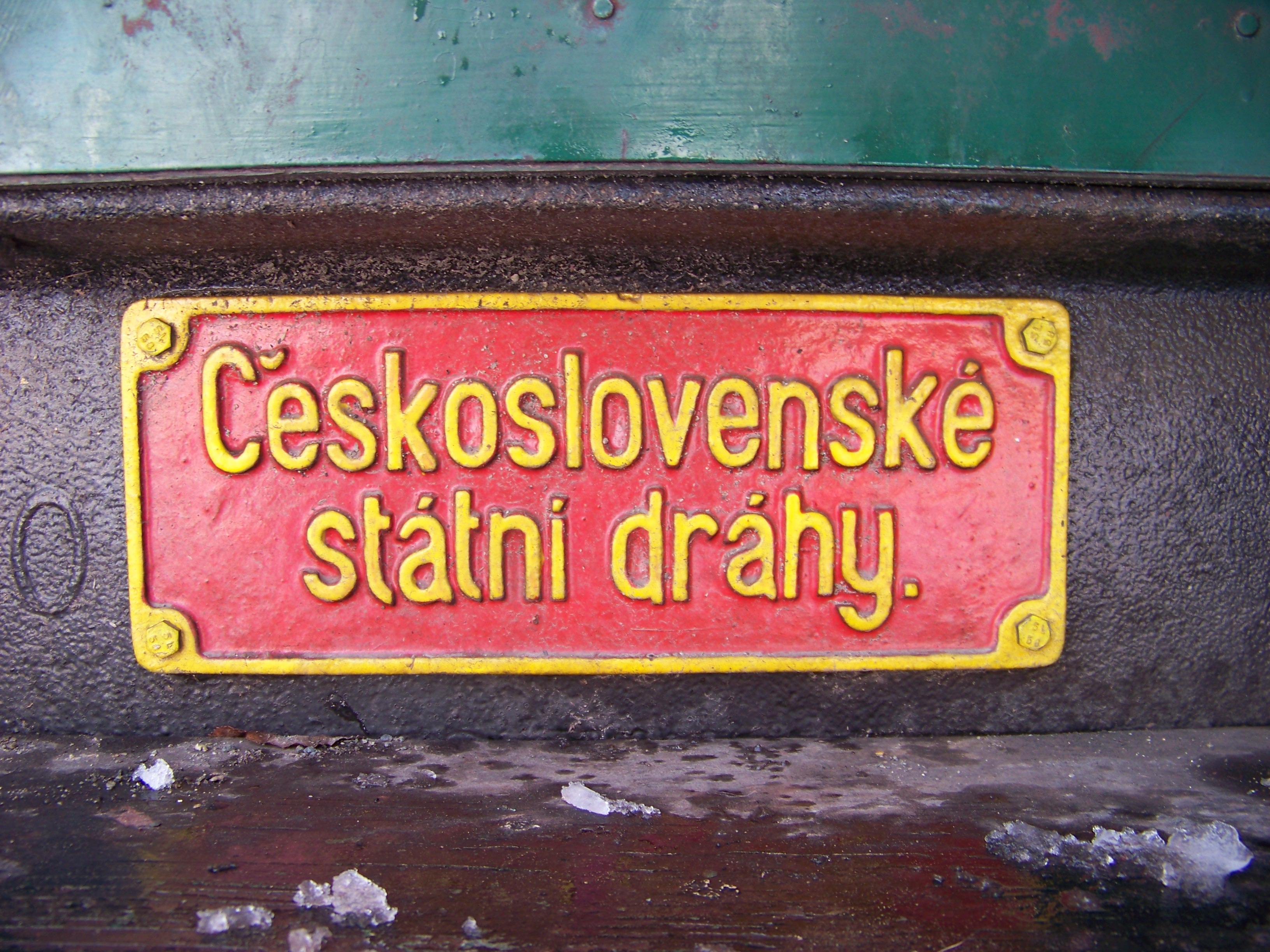

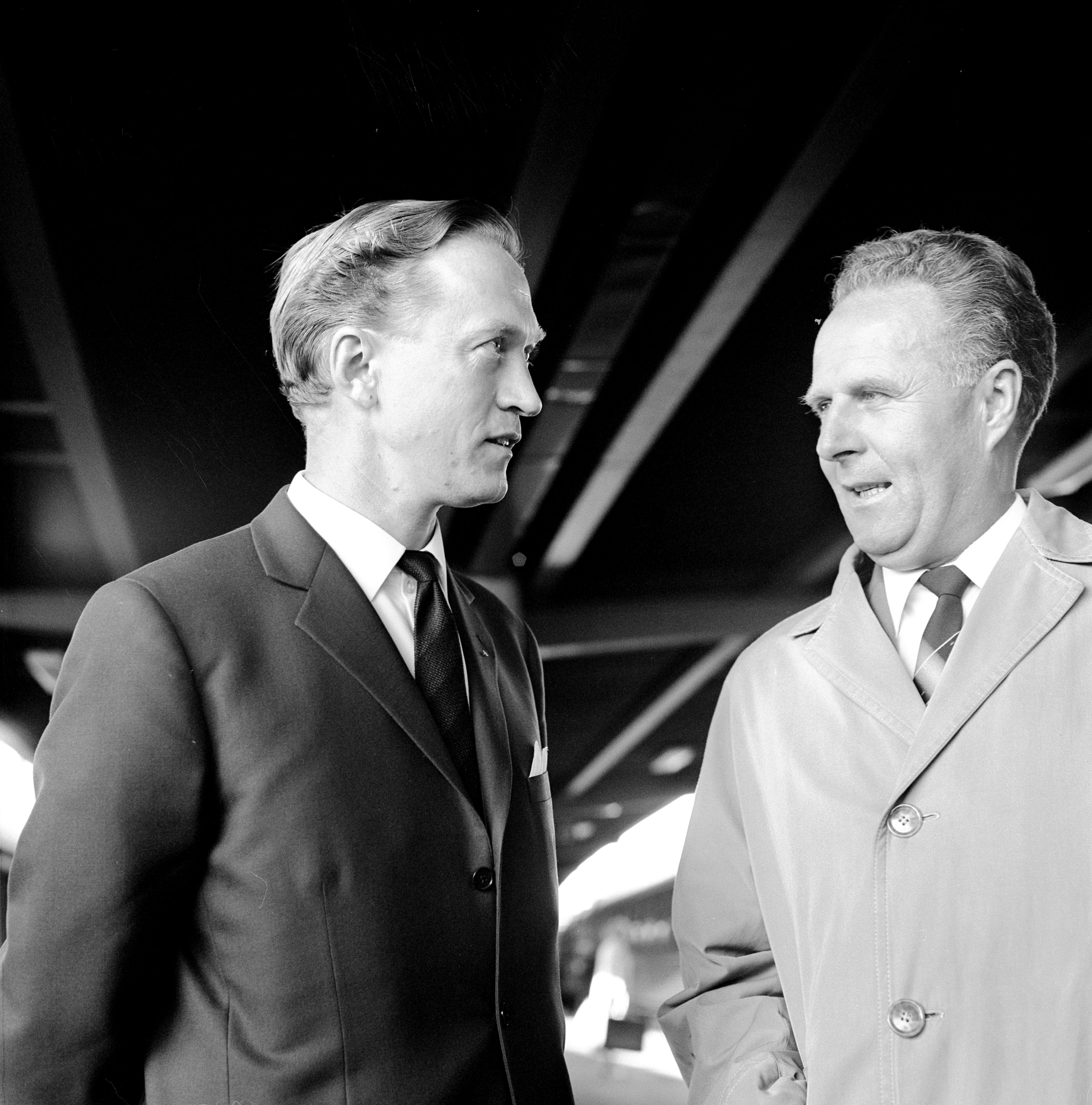
Chefen för ČSD (t.h.) med SJ:s generaldirektör Lars Peterson (t.v.) på Stockholm C 1969.

ČSD, akronym för Československé státní dráhy (Tjeckoslovakiska statsbanorna), var Tjeckoslovakiens statliga järnväg. Bolaget skapades 1918 i samband med bildandet av Tjeckoslovakien. ČSD övertog spåren och fordon från Österrikes kejserliga järnväg. ČSD splittrades under andra världskriget men återskapades 1945. När Tjeckoslovakien upplöstes 1993 delades även ČSD som blev České dráhy (ČD) i Tjeckien och Železnice Slovenskej republiky (ŽSR) i Slovakien.

## Historik

### ČSD i första republiken
ČSD skapades som Tjeckoslovakiens statsjärnvägar omedelbart  oktober 1918, omedelbart efter första världskrigets slut. ČSD övertog så gott som alla järnvägar i Tjeckoslovakien från k.k.Staatsbahnen (Österrike) och MAV (Ungern)
Under tidigt 1920-tal förstatligades de flesta kvarvarande privatbanorna och infogdes i ČSD. Vid samma tid infördes även de tjeckiska/slovakiska ortsnamnen på stationsskyltarna, och de tvåspråkiga skyltarna som även hade tysk text behölls bara i de områden som hade tyskspråkig majoritet.
Eftersom järnvägsnätet var inriktat på förbindelser mot de tidigare huvudstäderna Wien och Budapest fick man lägga mycket kraft på att anpassa järnvägsnätet efter de nya gränserna. För öst-västtrafik mellan landsdelarna fanns det bara den enkelspåriga backiga linjen Kaschau-Oderberg. Det var därför nödvändigt med omfattande investeringar i dubbelspåriga stambanor och nybyggda sträckor som kunde binda samman Tjeckien och Slovakien.